# Pi-hole
Pi-hole é um bloqueador de anúncios em nível de rede     que atua como um buraco negro de DNS  e, opcionalmente, um servidor DHCP, destinado ao uso em uma rede privada.  Ele é projetado para uso em dispositivos embarcados com capacidade de rede, como o Raspberry Pi,   mas pode ser usado em outras máquinas rodando Linux, incluindo implementações em nuvem.    
Pi-hole tem a capacidade de bloquear anúncios de sites tradicionais, bem como anúncios em locais não convencionais, como TVs inteligentes e celulares.  

## História
O projeto Pi-hole foi criado por Jacob Salmela como uma alternativa de código aberto ao AdTrap   em 2014  e esta hospedado no GitHub.  Desde então, vários colaboradores aderiram ao projeto.

## Diferença dos bloqueadores de propaganda tradicionais
Pi-hole funciona de maneira semelhante a um firewall de rede, o que significa que os anúncios e domínios de rastreamento são bloqueados para todos os dispositivos por trás dele, enquanto os bloqueadores de anúncios tradicionais são executados apenas no navegador do usuário e removem os anúncios apenas na mesma máquina.  